# Gyergom Chenpo Shönnu Dragpa
Gyergom Chenpo Shönnu Dragpa (tib. gyer sgom chen po gzhon nu grags pa; geb. 1090; gest. 1171) bzw. kurz Gyergom Chenpo (gyer sgom chen po) war ein bedeutender Geistlicher der Kadam-Tradition des tibetischen Buddhismus. Er war ein Schüler von Neusurpa. Er ist der Gründer des Klosters Rinchengang (Rin chen sgang dgon pa) in Gyama Rinchengang (Rgya ma Rin chen sgang).
Entgegen der landläufigen Meinung war nicht er der Gründer des Shugseb-Klosters bzw. der Shugseb-Kagyü-Tradition (shug gseb bka' brgyud), sondern Gyergom Tshülthrim Sengge (1144–1204).